# Uropetala carovei
Uropetala carovei – gatunek ważki z rodziny Petaluridae. Endemit Nowej Zelandii, szeroko rozprzestrzeniony na obu głównych wyspach.